# Horesidotes
Horesidotes is een geslacht van rechtvleugeligen uit de familie veldsprinkhanen (Acrididae). De wetenschappelijke naam van dit geslacht is voor het eerst geldig gepubliceerd in 1899 door Scudder.

## Soorten
Het geslacht Horesidotes omvat de volgende soorten:
- Horesidotes cinereus Scudder, 1899
- Horesidotes deiradonotus Jago, 1971